# Fiamme Oro Rugby 2016-2017

## Eccellenza 2016-17

### Stagione regolare
| Incontro                   | Andata | Ritorno |
| -------------------------- | ------ | ------- |
| Fiamme Oro — Lyons         | 22-16  | 6-24    |
| Viadana — Fiamme Oro       | 27-22  | 15-26   |
| Reggio Emilia — Fiamme Oro | 17-16  | 10-13   |
| Fiamme Oro — San Donà      | 10-13  | 16-17   |
| Petrarca — Fiamme Oro      | 21-19  | 29-21   |
| Fiamme Oro — S.S. Lazio    | 20-13  | 36-17   |
| Calvisano — Fiamme Oro     | 29-22  | 10-9    |
| Fiamme Oro — Rovigo        | 23-25  | 27-21   |
| Mogliano — Fiamme Oro      | 12-23  | 20-68   |

#### Risultati della stagione regolare
| Posizione | G  | V | N | P  | PF  | PS  | DP  | B  | Pt |
| --------- | -- | - | - | -- | --- | --- | --- | -- | -- |
| 5ª        | 18 | 8 | 0 | 10 | 399 | 336 | +63 | 11 | 43 |

## Trofeo Eccellenza 2016-17

### Prima fase

#### Girone B
| Incontro                   | Risultato |
| -------------------------- | --------- |
| Reggio Emilia — Fiamme Oro | 7-15      |
| Fiamme Oro — S.S. Lazio    | 16-3      |

##### Risultati del girone B
| Posizione | G | V | N | P | PF | PS | DP  | B | Pt |
| --------- | - | - | - | - | -- | -- | --- | - | -- |
| 1ª        | 2 | 2 | 0 | 0 | 31 | 10 | +21 | 0 | 8  |

### Finale
| Incontro             | Risultato |
| -------------------- | --------- |
| Viadana — Fiamme Oro | 27-20     |